# Bant (eiland)

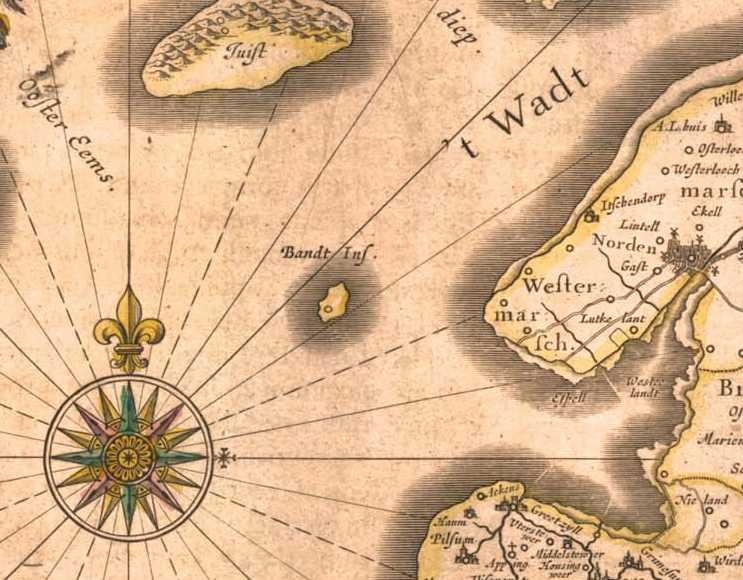
Het eiland Bant op Typus Frisiae Orientalis uit 1596

Bant is een verdwenen hallig-eiland dat voor de kust van Oost-Friesland heeft gelegen, halverwege de Leybocht en het eiland Juist. Anders dan de huidige Waddeneilanden die achter een strandwal zijn ontstaan op de grens van de Waddenzee en de Noordzee, was Bant oorspronkelijk een Hallig, een deel van het vasteland dat eiland was geworden. Bant was tot het einde van de 16e eeuw bewoond.
De oudste vermelding van het eiland is in de vita van de heilige Liudger, die aan het einde van de achtste eeuw in het westelijke deel van Oost-Friesland actief was. Bant wordt als een van de zes gouwen van zijn missiearbeid genoemd.
De Goningse hoogleraar Menso Alting zag in Bant het restant van een zeer groot eiland dat zich ooit van Borkum in het westen tot aan Norderney in het oosten uitstrekte. Hij dacht daarbij aan het eiland Burchane dat genoemd wordt door Plinius en Strabo. Bant zou dan ongeveer 45 kilometer lang en tot 25 kilometer breed zijn geweest. Het eiland zou in een van de vele stormvloeden verbrokkeld zijn geraakt. Het idee van Alting valt echter niet te rijmen met de geologische samenstelling van het gebied met onder meer de zeer diepe geul van de Oostereems.
- Virtual International Authority File: 61145424504786831043